# Verenigd Koninkrijk op het Eurovisiesongfestival 2020
Het Verenigd Koninkrijk zou deelnemen aan het Eurovisiesongfestival 2020 in Rotterdam, Nederland. Het zou de 62ste deelname van het land aan het Eurovisiesongfestival geweest zijn. De BBC was verantwoordelijk voor de Britse bijdrage voor de editie van 2020.

## Selectieprocedure
De Britse openbare omroep maakte op 16 september 2019 bekend te zullen deelnemen aan de volgende editie van het Eurovisiesongfestival. Tegelijkertijd werd de selectieprocedure bekendgemaakt. Hierbij gaf de omroep aan dat de jaarlijkse nationale competitie komt te vervallen, en dat de Britse inzending via en interne selectie zal worden geselecteerd. Hierbij gaat de BBC een samenwerking aan met platenmaatschappij BMG. Zij zouden samen met de BBC op zoek gaan naar de inzending voor Rotterdam.
Sinds 2016 werd via een nationale selectie de inzending geselecteerd nadat in de jaren daarvoor een interne selectie werd gehanteerd. Niets hielp echter om de Britten weer aan de linkerkant van het scorebord (of verder) te helpen, in 2019 eindigde het land zelfs op de laatste plaats. De naam van de Britse deelnemer werd op 27 februari 2020 vrijgegeven. Het betrof James Newman. Hij zou deelnemen aan het Eurovisiesongfestival 2020 met het nummer My last breath.

## In Rotterdam
Als lid van de vijf grote Eurovisielanden mocht het Verenigd Koninkrijk rechtstreeks aantreden in de grote finale, op zaterdag 16 mei 2020. Het Eurovisiesongfestival 2020 werd evenwel geannuleerd vanwege de COVID-19-pandemie.
1957 · 1958 · 1959 · 1960 · 1961 · 1962 · 1963 · 1964 · 1965 · 1966 · 1967 · 1968 · 1969 · 1970 · 1971 · 1972 · 1973 · 1974 · 1975 · 1976 · 1977 · 1978 · 1979 · 1980 · 1981 · 1982 · 1983 · 1984 · 1985 · 1986 · 1987 · 1988 · 1989 · 1990 · 1991 · 1992 · 1993 · 1994 · 1995 · 1996 · 1997 · 1998 · 1999 · 2000 · 2001 · 2002 · 2003 · 2004 · 2005 · 2006 · 2007 · 2008 · 2009 · 2010 · 2011 · 2012 · 2013 · 2014 · 2015 · 2016 · 2017 · 2018 · 2019 · 2020 · 2021 · 2022 · 2023 · 2024 · 2025
Albanië · Armenië · Australië · Azerbeidzjan · België · Bulgarije · Cyprus · Denemarken · Duitsland · Estland · Finland · Frankrijk · Georgië · Griekenland · Ierland · IJsland · Israël · Italië · Kroatië · Letland · Litouwen · Malta · Moldavië · Nederland · Noord-Macedonië · Noorwegen · Oekraïne · Oostenrijk · Polen · Portugal · Roemenië · Rusland · San Marino · Servië · Slovenië · Spanje · Tsjechië · Verenigd Koninkrijk · Wit-Rusland · Zweden · Zwitserland